# Isaac Castro
Gabriel Isaac Castro Enríquez (Ciudad de México, 2 de octubre de 1990), conocido simplemente como Isaac Castro, es un exactor mexicano.

## Biografía
Isaac Castro nació el 2 de octubre de 1990 en México, Distrito Federal. Inició su carrera en el Centro de Educación Artística Infantil y en el programa de televisión infantil Plaza Sésamo.
Ha participado en varias telenovelas infantiles como Serafín, El diario de Daniela, Amigos x siempre y Cómplices al rescate. Más tarde, en el 2003, participó en la telenovela Niña amada mía. Sus últimas apariciones en televisión han sido en las telenovelas La malquerida y Que te perdone Dios.
Actualmente, ejerce como médico cirujano, siendo egresado de la Universidad Anáhuac.

## Trayectoria
- Que te perdone Dios (2015)
- La malquerida (2014)
- Niña amada mía (2003) - Pepe Mejía
- Cómplices al rescate (2002) - Mateo Torres
- Amigos x siempre (2000) - Alumno de quinto grado
- Serafín (1999)
- El diario de Daniela (1998-1999) - Yuls
- Plaza Sésamo (1998-2003)